# Vladimir Žmudskij
Vladimir Vladimirovič Žmudskij (in russo Владимир Владимирович Жмудский?; Dubljany, 23 gennaio 1947) è un ex pallanuotista sovietico, vincitore di una medaglia d'oro alle olimpiadi di Monaco 1972. Ha inoltre conquistato due ori europei, nel 1966 e nel 1970.